# Cristian Villagra
Cristian Carlos Villagra (ur. 27 grudnia 1985 w Morteros) – argentyński piłkarz, grający na pozycji lewego obrońcy, reprezentant Argentyny.

## Kariera klubowa
Rozpoczął karierę piłkarską w klubie Rosario Central, w składzie którego 5 lutego 2006 debiutował w Clausura. W styczniu 2007 przeszedł do River Plate. W lipcu 2010 podpisał 4-letni kontrakt z ukraińskim Metalistem Charków. 2 lutego 2015 powrócił do Rosario Central.

## Kariera reprezentacyjna
19 listopada 2008 debiutował w reprezentacji Argentyny w towarzyskim meczu ze Szkocją.